# Albert Dumouchel
Pour les articles homonymes, voir Dumouchel.
Albert Dumouchel est un graveur, photographe et professeur d'art québécois, né en 1916 à Salaberry-de-Valleyfield et mort en 1971 à Saint-Antoine-sur-Richelieu.

## Biographie
Albert Dumouchel naît le 15 avril 1916 à Bellerive, paroisse ouvrière de Salaberry-de-Valleyfield, dans une famille d'artisans-ouvriers. Il fait son cours classique au Séminaire de la même ville devenu aujourd'hui le Collège de Valleyfield. Dès l'âge de 8 ans, il étudie le violon, le chant et le piano ; il parfait ses connaissances en chant avec le maître Rodolphe Plamondon. En 1936, le Séminaire de Valleyfield lui confie son atelier d'art où il enseigne jusqu'en 1949.
À partir de 1940, il devient dessinateur de tissu à la Montreal Cottons de Valleyfield. En 1942, il devient également professeur de dessin, d'histoire de l'art, de publicité et de photographie à l'École des arts graphiques de Montréal nouvellement fondée (qui devient l'Institut des arts graphiques en 1958). Il y met sur pied un atelier de gravure et en devient le directeur artistique. Dumouchel démissionne de l'Institut d'arts graphiques en 1960 lorsque Lucien Normandeau en est nommé directeur en remplacement de Louis-Philippe Beaudoin, Normandeau accordant peu d'importance au volet artistique de la formation et ayant donc aboli plusieurs cours d'arts. Dumouchel devient alors professeur à l'École des beaux-arts de Montréal et dote son atelier de gravure, annexé à l'Université du Québec à Montréal en 1969, d'un équipement technique diversifié. 
Pédagogue renommé, plusieurs de ses étudiants ont une attitude positive envers son enseignement. Entre 1947 et 1951, il publie la série des Cahiers des ateliers des arts graphiques où l'on retrouve des noms parmi les plus marquants du grand tournant dans l'histoire de l'art au Québec comme les Borduas, Pellan, Bellefleur, Giguère, Favreau et Mousseau.
Artiste multidisciplinaire, il promeut au Québec l'art de l'estampe qui fera sa renommée. Pendant plus de 30 années de travail artistique, il produit 2 078 œuvres.
Il excelle en photographie et participe aux activités de regroupement surréalistes montréalais. En 1948, il signe le manifeste Prisme d'yeux et en mars 1953, lors de l'exposition de peintures et dessins à l'université de la Colombie-britannique, une soixantaine de ses compositions sur diapositives sont exposées. Il prend également part à d'importantes manifestations mondiales dont celles de Paris, New-York, Venise, Rio de Janeiro, Sao Paulo, Tokyo, Berlin, Milan, Liège, Spolète, Cracovie, Japon et Ottawa[Quoi ?].
En 1955, Albert Dumouchel est boursier de l'Unesco en Europe où il poursuit durant 18 mois, ses recherches et travaux en estampe. Ce séjour donne un second élan à sa carrière. En 1964, L'Académie des Arts de Florence l'accueille parmi ses membres et trois ans plus tard, on lui remet la médaille du centenaire. Il quitte son atelier-appartement de Montréal en 1967 pour s'installer dans la Vallée du Richelieu. Dans la maison de sa compagne, la peintre-graveuse Monique Charbonneau, il construit son atelier qu'il nommera la Serfouette. Il décède prématurément le 11 janvier 1971 à Saint-Antoine-sur-Richelieu. 
Le fonds d'archives d'Albert Dumouchel est conservé au centre d'archives de Montréal de Bibliothèque et Archives nationales du Québec. 

## Collections
- Carleton University Art Gallery
- Confederation Centre Art Gallery & Museum
- Loto-Québec
- Musée d'art de Joliette
- Musée de Lachine
- Musée Laurier
- Musée national des beaux-arts du Québec[4]
- Vancouver Art Gallery